# Митровдан
Митровдан је православни празник посвећен Димитрију Солунском, античком заповеднику Солуна, који је страдао због ширења хришћанства. Слави се 8. новембра. Празник Светог великомученика Димитрија, обележен је у црквеном календару црвеним словом. Митровдан је непокретни или стајаћи празник, што значи да је увек истог датума, односно 8. новембра по грегоријанском (новом) или 26. октобра по јулијанском (старом) календару.

## У српском народу
У српском народу Митровдан је једна од већих слава, крсно име неких еснафа и дан одржавања заветине у многим местима. Уочи Митровдана и Ђурђевдана треба да је свако код своје куће, јер ко тада не буде код своје куће, тај ће се преко целе године ноћивати по туђим кућама. Обичај је код нашег народа да се на Митровдан отпуштају слуге којима је истекао уговор и изнајмљују нови. Овај дан је легендаран и по томе што су се хајдуци тада растајали да би негде презимили зиму и поново се састали о Ђурђеву дану следеће године. Митровданак, хајдучки растанак; Ђурђевданак, хајдучки састанак. Ако пада снег на Митровдан, каже се да је Свети Димитрије дошао на белом коњу, ако је облачно чека нас топла зима. Ако је ведро, по народном веровању, зима пред нама је оштра.
Митровдан је крсна слава ФК Српски бели орлови из Торонта.